# O'Connor, Ontario
O'Connor är en kommun (township) i Kanada.   Den ligger i provinsen Ontario, i den sydöstra delen av landet, 1 100 km väster om huvudstaden Ottawa. O'Connor ligger 299 meter över havet och antalet invånare är 685.